# 행신동
행신동(幸信洞)은 경기도 고양시 덕양구에 있는 법정동 및 행정동이다.

## 지명
행신이라는 명칭의 유래에 대해서는 여러 가지 설이 있다. 지금까지 가장 널리 알려진 설은 본래 행주의 주변에 새로 만들어진 마을이라는 의미에서 행신(杏新)이라 하였다는 설과 이 동네에 사는 것이 참 다행스럽고 믿음이 간다 하여 행신(幸信)이 되었다는 설이다.

## 개요
행신동은 고층 아파트와 함께 단독주택, 빌라가 있는 마을이다.

### 각 동별 특징

#### 행신1동
행신1동에는 아파트 단지인 샘터마을(1~3단지)과 행신 SK 뷰 아파트(1~3단지)가 있으며 그 이외 지역에는 작은 빌라와 각종 단독주택 등이 있다. 관내에 서울과 일산을 연결하는 고양 BRT(중앙로)가 있어 버스를 이용한 교통이 비교적 편리하며 마을버스나 시내버스를 타고 행신역으로도 갈 수 있어 철도 교통도 편리하다.
대부분의 주민들이 외부에서 이주한 경우이며 이곳의 택지개발은 1990년대 초반에 이루어진 능곡, 행신지구 택지 개발 사업이다. 그러나 행신 주공아파트 부근은 그 이전인 1980년대 중반에 개발이 이루어진 곳이다.

#### 행신2동
행신2동은 구 시가지인 능곡 옆에 붙어있던 농촌 마을로 경의선 연선에 작은 마을이 듬성듬성 있던 곳이다. 그러나 1990년대 경의선 북쪽으로 택지 개발이 이루어지며 대규모 아파트 단지로 변모하였다. 대부분의 주민들이 외부에서 이주한 경우이다.
동 남부에 수도권 전철 경의중앙선, KTX 행신역과 수도권 전철 경의중앙선 강매역이 있어 철도를 이용한 교통이 편리하다.
소만마을 1단지 인근에는 일산과 서울을 잇는 고양 BRT(중앙로)가 있어 버스를 이용한 교통이 편리하다.

##### 강매동
행신2동에 속한 법정동으로 경의선 남쪽에 위치하고 있다. 과거 행신2동의 모습을 그대로 유지하고 있다.

#### 행신3동
행신3동은 1980년대부터 각종 주택들이 들어서기 시작한 곳이다. 1990년대에 화정 택지지구 개발로 북서쪽에 햇빛마을 아파트 단지가 들어섰으며 2000년대 후반에는 행신 2지구 개발로 서정마을 아파트 단지가 들어섰다. 동의 남쪽에 고양 BRT(중앙로)가 관통하여 버스를 이용한 교통이 편리하다.

#### 행신4동
2022년 1월 3일 행신3동으로부터 분리되었고, 행신2지구 개발로 들어선 서정마을이 위치하고 있다. 동 중앙에 고양 BRT(중앙로)가 관통하여 버스를 이용한 교통이 편리하며 서정마을 인근에는 수도권 전철 경의중앙선 강매역이 있어 철도를 이용한 교통도 편리하다.

## 법정동
- 행신동
- 강매동(江梅洞)

## 문화유적
- 유형 장군묘
- 유림 장군묘
- 류겸 장군묘

## 아파트
| 단지명                           | 건설사                                | 시행사                                   | 주소                      | 입주        | 비고                 |
| -------------------------------- | ------------------------------------- | ---------------------------------------- | ------------------------- | ----------- | -------------------- |
| 햇빛마을 21단지                  | ㈜대우 건설부문 코오롱건설            | ㈜대우 건설부문 코오롱건설               |                           | 1997년 8월  |                      |
| 햇빛마을 19단지                  | 코오롱건설                            | 공무원연금공단                           |                           | 1998년 8월  |                      |
| 샘터마을 2단지                   | 흥진건설㈜                            | 대한주택공사                             |                           | 1996년 8월  |                      |
| 햇빛마을 22단지                  | 영풍산업㈜                            | 대한주택공사                             | 덕양구 충장로152번길 40   | 1996년 8월  |                      |
| 햇빛마을 23단지                  | 두진종합건설㈜ 고려산업개발㈜ ㈜한양  | 대한주택공사                             | 덕양구 화신로 105         | 1996년 11월 |                      |
| 샘터마을 3단지                   |                                       | 대한주택공사                             |                           | 1996년 11월 | 50년 공공임대        |
| 햇빛마을 20단지                  | 동부건설 대능건설㈜ 대명건설㈜        | 대한주택공사                             | 덕양구 충장로152번길 39   | 1997년 6월  |                      |
| 햇빛마을 18-1단지                | ㈜한양                                | 대한주택공사                             | 덕양구 성신로 77          | 1998년 7월  |                      |
| 햇빛마을 18-2단지                | 효자종합건설㈜                        | 대한주택공사                             | 덕양구 중앙로558번길 57   | 1998년 7월  |                      |
| 서정마을 2단지                   | ㈜화인건설                            | 대한주택공사                             |                           | 2008년 4월  | 국민임대             |
| 서정 센텀퍼스티지                | ㈜신일                                | 대한주택공사                             |                           | 2008년 6월  |                      |
| 서정마을 3단지                   | ㈜대동이엔씨                          | 대한주택공사                             |                           | 2008년 7월  | 국민임대             |
| 서정마을 1단지                   | 진흥기업                              | 대한주택공사                             |                           | 2008년 8월  | 국민임대             |
| 서정마을 5단지                   | 남양건설                              | 대한주택공사                             |                           | 2008년 8월  |                      |
| 서정마을 6단지                   | 계룡건설산업                          | 대한주택공사                             |                           | 2009년 10월 |                      |
| 서정마을 7단지 파크하임 휴먼시아 | 남양건설                              | 한국토지주택공사                         |                           | 2009년 12월 |                      |
| 소만마을 1단지                   | ㈜부영                                | ㈜부영                                   |                           | 1995년 12월 |                      |
| 소만마을 9단지                   | ㈜부영                                | ㈜부영                                   |                           | 1995년 5월  |                      |
| 무원마을 1단지                   | 동광주택산업㈜                        | ㈜부영                                   |                           | 1995년 5월  |                      |
| 무원마을 3단지                   | 동신주택㈜                            | ㈜동신                                   |                           | 1994년 5월  |                      |
| 샘터마을 1단지                   | 동신㈜ 화성산업 ㈜효성중공업 건설부문 | 동신㈜ 화성산업 ㈜효성중공업 건설부문    |                           | 1997년 9월  |                      |
| 햇빛마을 24단지                  | 동신㈜ 일신건영㈜                     | 동신㈜ 일신건영㈜                        |                           | 1997년 2월  |                      |
| 무원마을 8단지 신안              | 신안종합건설㈜                        | 신안종합건설㈜                           |                           | 1994년 12월 |                      |
| 무원마을 6단지 두산              | 두산건설                              | 두산건설                                 | 덕양구 소원로 47          | 1994년 11월 |                      |
| 무원마을 7단지 신우              | 신우종합건설㈜                        | 신우종합건설㈜                           | 덕양구 소원로 41          | 1994년 12월 |                      |
| 소만마을 5단지 쌍용한진          | ㈜쌍용종합건설 한진건설               | ㈜쌍용종합건설 한진건설                  |                           | 1995년 4월  |                      |
| 소만마을 10단지 동성             | 동성종합개발㈜                        | 동성종합개발㈜                           | 덕양구 충경로 135         | 1994년 10월 |                      |
| 행신 1차 SK VIEW                 | ㈜에스케이건설                        | ㈜에스케이건설 행신주공아파트 재건축조합 | 덕양구 충장로103번길 23   | 2005년 4월  | 행신주공 재건축      |
| 행신 2차 SK VIEW                 | ㈜에스케이건설                        | 행신동경일연립 주택재건축조합            | 덕양구 행신로143번길 54-8 | 2006년 2월  | 행신 경일연립 재건축 |
| 행신 3차 SK VIEW                 | ㈜에스케이건설                        | 대명종합건설㈜                           | 덕양구 행신로 131-11      | 2009년 2월  |                      |

## 교육
- 소만초등학교
- 무원초등학교
- 가람초등학교
- 성신초등학교
- 아람초등학교
- 서정초등학교
- 행신초등학교
- 신능초등학교
- 신능중학교
- 서정중학교
- 가람중학교
- 무원중학교
- 행신중학교
- 행신고등학교
- 무원고등학교
- 백양고등학교
- 서정고등학교

## 교통
- 경의선 행신역, 강매역
- 고양 버스 065, 060, 021, 023